# アル・ハリケーン
アル・ハリケーン（Al Hurricane、本名：アルベルト・ネルソン・サンチェス（Alberto Nelson "Al Hurricane" Sanchez）、1936年7月10日 - 2017年10月22日）は、ニューメキシコ州の音楽の「ゴッドファーザー」として知られている。

## アルバム
- 1968年 - 1st「Mi Saxophone」
- 1973?年 - 2nd「Canciones del Alma」
- 1973?年 - 3rd「Sigue Cantando」
- 1973年 - 4th「Corridos Canta」
- 1973?年 - 5th「Instrumentales con Al Hurricane」
- 1974年 - 6th「Vestido Mojado」
- 1980年 - 7th「La Prision de Santa Fe」
- 1980?年 - 8th「Exitos De Al Hurricane」
- 1980?年 - 9th「The Return of Al Hurricane "EL" Godfather」
- 1995年 - 10th「Sigue... "La Leyenda"!!!」
- 1995年 - 11th「The Legend of New Mexico」
- 2000年 - 12th「Siempre」
- 2003年 - 13th「¡Que Viva El Godfather!」
- 2007年 - 14th「Albuquerque」
- 2010年 - 15th「Hey Sugar Baby!」

## 共同アルバム
- 1974年 - 1st「Para Las Madrecitas」とタイ・ニーモリー
- 1979年 - 2nd「Cantan Corridos」とアル・ハリケーン・ジュニア
- 1979年 - 3rd「Madrecita, Te Debo Tanto」とタイ・ニーモリーとアル・ハリケーン・ジュニアとグロリア・ポールとベビー・ギャビーとロレンツォ・アントニオ
- 1986年 - 4th「15 Exitos Rancheros」とタイ・ニーモリーとアル・ハリケーン・ジュニア
- 1994年 - 5th「15 Exitos Rancheros, Vol. 2」とタイ・ニーモリーとアル・ハリケーン・ジュニア
- 2014年 - 6th「Live at the Kimo」とアル・ハリケーン・ジュニア

## ライブトリビュートアルバム
- 2007年 - 1st「A Tribute To Al Hurricane - Live, Vol. 1」
- 2007年 - 2nd「A Tribute To Al Hurricane - Live, Vol. 2」

## ドキュメンタリー
- 2000年 - 1st「Al Hurricane: Native Legend」
- 2007年 - 2nd「A Tribute To Al Hurricane」